# Председник Владе Грузије
Председник Владе Грузије је шеф извршне власти у Грузији.

## Списак
| Име                        | Мандат од до                            |
| -------------------------- | --------------------------------------- |
| Висарион Гугушвили         | 26. августа 1991. — 6. јануара 1992.    |
| Тенгиз Сигуа               | 6. јануара 1992. — 5. августа 1993.     |
| Едуард Шеварнадзе (в.д)    | 5. августа 1993. — 20. августа 1993.    |
| Отар Пацација              | 20. августа 1993. — 5. октобра 1995.    |
| Бакур Гулуа (в.д)          | 5. октобра 1995. — 8. децембра 1995.    |
| Николоз „Нико“ Лекишвили   | 8. децембра 1995. — 7. августа 1998.    |
| Важа Лордкипанидзе         | 7. августа 1998. — 11. маја 2000.       |
| Георгиј Арсенишвили        | 11. маја 2000. — 21. децембра 2001.     |
| Автандил Џорбенадзе        | 21. децембра 2001. — 27. новембра 2003. |
| Зураб Жванија              | 27. новембра 2003. — 3. фебруара 2005.  |
| Михаил Сакашвили (в.д)     | 3. фебруара 2005. — 17. фебруара 2005.  |
| Зураб Ногаидели            | 17. фебруара 2005. — 16. новембра 2007. |
| Георгиј Барамидзе (в.д)    | 16. новембра 2007. — 22. новембра 2007. |
| Владимир „Ладо“ Гургенидзе | 22. новембра 2007. — 1. новембра 2008.  |
| Григол Мгалоблишвили       | 1. новембра 2008. — 6. фебруара 2009.   |
| Николоз „Ника“ Гилаури     | 6. фебруара 2009. — 4. јула 2012.       |
| Иване „Вано“ Мерабишвили   | 4. јула 2012. — 25. октобра 2012.       |
| Бидзина Иванишвили         | 25. октобра 2012. — 20. новембар 2013.  |
| Иракли Гарибашвили         | 20. новембар 2013. — 30. децембар 2015. |
| Гиорги Квирикашвили        | 30. децембар 2015. — 13. јун 2018.      |
| Мамука Бахтадзе            | 20. јун 2018. — 2. септембра 2019.      |
| Гиорги Гакхариа            | 8. септембра 2019. — 18. фебруара 2021. |
| Иракли Гарибашвили         | 22. фебруара 2021. — 29. јануара 2024.  |
| Иракли Кобахидзе           | 8. фебруара 2024. —                     |